# Exsul singularis
Exsul singularis är en tvåvingeart som beskrevs av Frederick Wollaston Hutton 1901. Exsul singularis ingår i släktet Exsul och familjen husflugor. Inga underarter finns listade i Catalogue of Life.